# Commando (datorspel)
Commando är ett shoot 'em up-spel släppt 1985 av Capcom. Spelet släpptes till många plattformar som Commodore 64, Amstrad CPC, ZX Spectrum, Intellivision, Atari, Amiga, NES, Acorn Electron, PC samt som arkadspel. De flesta versionerna utvecklades av Elite Systems.
Fast det kom samma år som filmen med samma namn med Arnold Schwarzenegger har det inget gemensamt.

## Spelet
Alla versioner av spelet är mycket lika, dock med begränsningar hos vissa plattformar. Spelet ses uppifrån ned, och spelaren börjar spelet med att bli avsläppt från en helikopter i djungeln. Från djungeln kommer stora mängder fiendesoldater, och dessa måste spelaren skjuta ned.

## Utvecklare
Amigaversionen utvecklades av Elite:
- Utvecklare: Neil Latarche och Martin Ward
- Grafik: Steve Beverley
- Musik: Mark Cooksey

Amstrad CPC-versionen utvecklades av Elite:
- Utvecklare: Simon Freeman, Keith Burkhill och Nigel Alderton
- Grafik: "Jon"
- Musik: Okänd

Commodore 64-versionen utvecklades av Elite under stor tidspress, två månader:
- Utvecklare: Chris Butler
- Grafik: Rory Green och Chris Harvey
- Musik: Rob Hubbard

ZX Spectrum-versionen utvecklades av Elite:
- Utvecklare: Keith Burkhill, Nigel Alderton
- Grafik: Rory Green och "Karen"
- Musik: Okänd

Intellivision-versionen utvecklades av Realtime Associates:
- Utvecklare: John Tomlinson
- Grafik: Connie Goldman
- Musik: David Warhol

Detta är inte en komplett lista över utvecklare till alla plattformar, då det är svårt att få fram information till äldre spel.